# Boutehors

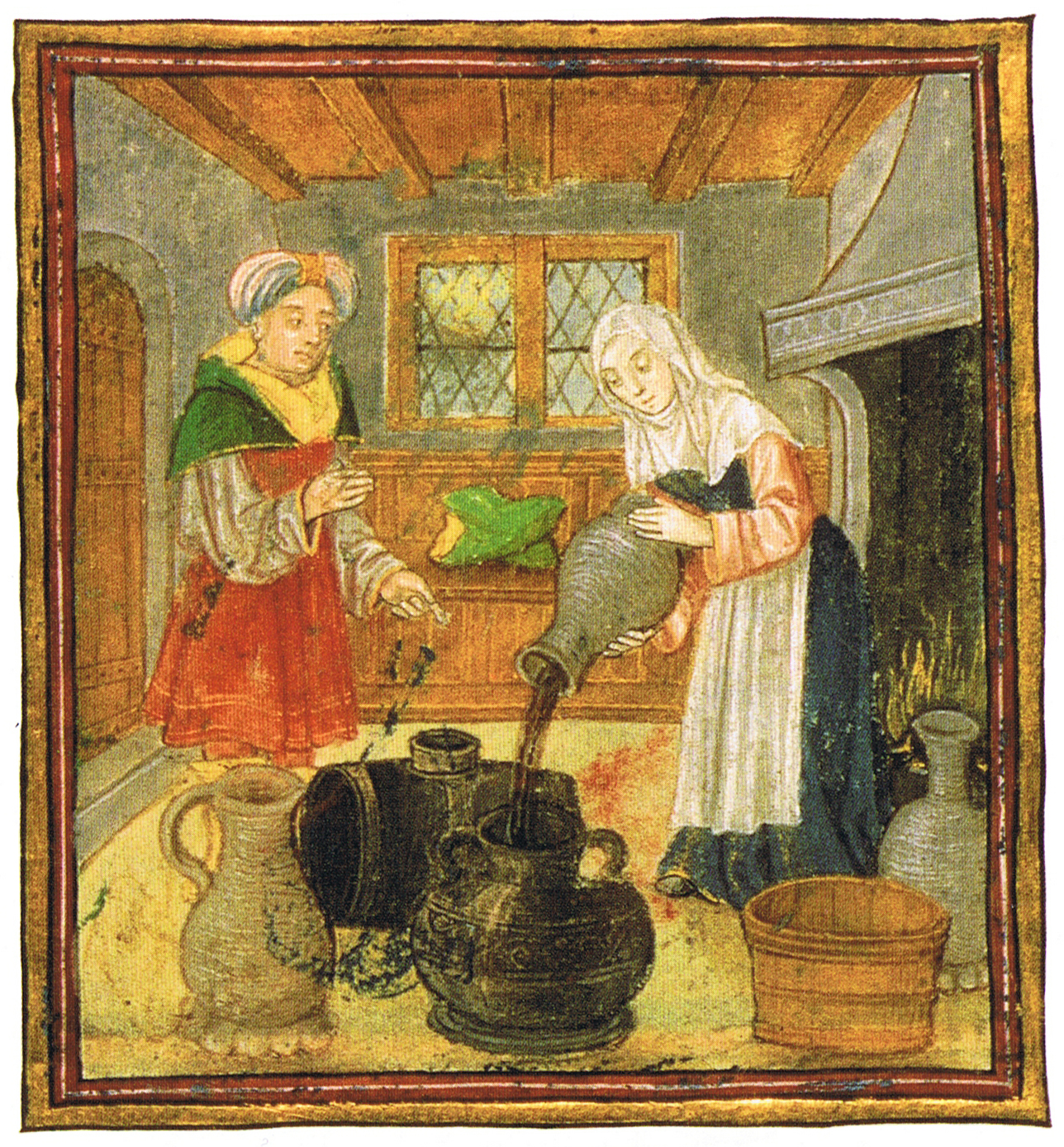
Conservation du vin au Moyen Âge.

Le boutehors est un terme des pratiques de la table au Moyen Âge. Il désigne le tout dernier élément d'un repas, volontiers servi dans une autre pièce. Il était précédé des services de la première assiette, de la seconde assiette, des entremets, de la dorure, du dessert et de l'issue de table. Son nom signifie qu'il sert à faire partir les invités : on les "boute (de)hors".

## Composition
Le boutehors se sert après avoir desservi et enlevé la table. Il est composé de vin et d'épices de chambre (ainsi nommées parce qu'on passe dans une chambre à part pour les déguster), c’est-à-dire des épices ou des fruits confits dans du sucre ou du miel : gingembre, coriandre, fenouil ou anis confits, pignonat ou nougat de pignons, codognat ou pâte de coing, noisettes ou pistaches confites.
Les épices de chambre sont réputées faciliter la digestion : dragées et confitures sont aussi bien des médicaments que des confiseries. Les épices confites sont souvent préparées par les apothicaires et données aux malades.

## Statut
Le boutehors est servi après les grâces, donc il ne fait pas partie intégrante du repas. Non indispensable, il joue le rôle d'extra.